# Даосский пантеон
Пантеон даосизма крайне разнообразен. Он складывался под влиянием не только даосских философско-религиозных доктрин, но и древней мифологии, локальных культов, а также буддийской иерархии сакральных существ и конфуцианских представлений о совершенном управлении.
По мнению ряда исследователей даосизма, прежде всего французского синолога К.М. Скиппера, который прошёл даосское посвящение, наиболее значимые божества представляют собой условные персонификации различных аспектов и ритмов космического процесса, символически воспроизводимого в ходе коллективного священнодействия или медитации. На профаническом уровне божества даосизма сливаются с персонажами народного пантеона, ответственными за различные стороны бытия человека.
Большинство божеств имеют ограниченный круг функций. Они заключаются в управлении космическими процессами, определёнными областями социальных отношений, обыденной жизни или потусторонними сферами. Предполагается, что через установление ритуального контакта с теми или иными божествами или через воздействие на них духовными силами адепта можно обеспечить должный ход соответствующих процессов. Предусмотрены различные ранги сакральных существ, различающиеся по масштабам и уровням влияния на природную, социальную и биологическую, в том числе психо-физиологическую, сферы. Однако статус некоторых божеств, обретших бессмертие даосских подвижников, а также служебных духов может повышаться. Не исключено, что эта идея возвышения по иерархическим ступеням заимствована из конфуцианства и буддизма.

## Божества
Пантеоны разных даосских школ могут иметь отличия (например, включать патриархов той или иной школы), но перечень основных персоналий и видов божеств в целом совпадает.
Божества делятся на «прежденебесных» (сянь тянь) и «посленебесных» (хоу-тянь). Первые персонифицируют стихии космоса и т. п., ко вторым относятся те, кто в земной жизни были людьми, а также младшие божества.

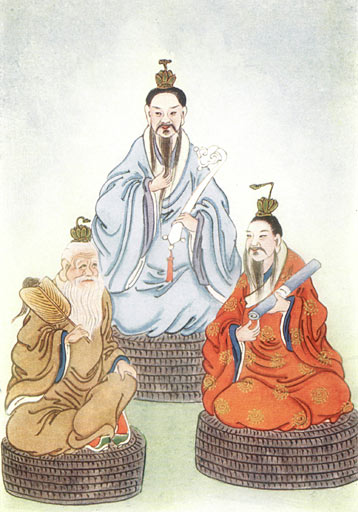
Трое Чистых

Во главе даосского пантеона стоит «Трое чистых» — сань цин, олицетворяющая этапы саморазвёртывания дао, а также сферы горнего мира.
В одной из версий персонажи сань цин фигурируют как божества, которые сменяли друг друга в качестве правителей мира на протяжении нескольких циклов.
Первым правителем в даосской «триаде чистых» является Юаньши тяньцзунь (Изначальный небесный владыка), он же Тянь-бао-цзюнь (Владыка небесной драгоценности), который передал свою власть ученику Юй-хуан тянь-цзуню (Небесному достопочтенному нефритовому императору), или Лин-бао тянь-цзуню (Небесному достопочтенному духовной драгоценности); тот, в свою очередь, передал власть Тай-шан Лао-цзюню (Высочайшему владыке Лао, или Высочайшему древнему властителю).
В некоторых трактовках выше «триады чистых» ставится Тай-шан Лао-Цзюнь, титулуемый Хуань-юань Хуан-ди (Император изначального хаоса), а сань цин толкуется как его эманации.
Следующую ступень занимает Юй-ди (Нефритовый император) — владыка небес и управитель человеческих судеб. В некоторых сектах он считается воплощением Лин-бао тянь-цзуня. Практически равна ему по рангу Си Ванму (Владычица Запада) — живущая на горе Куньлунь хранительница врат жизни, открывающая или закрывающая их для людей.

Нефритовые чертоги богини Си Ванму на берегу Яшмового озера (с картины эпохи поздней Мин)

Подательницей эликсира бессмертия считается также Доу-му (Матушка Ковша), покровительница врачей и алхимиков, многорукое божество индийского происхождения. Она управляет движением звезд и циркуляцией энергий в человеческом теле.
Миром мёртвых у даосов правит Тай-и тяньцзунь (Небесный достопочтенный Великого Единого), подчинённый Юй-ди. В школах даосизма, в которых делается упор на коммуналистские ритуалы, принято считать, что достижения потомков на пути духовного совершенствования и выполнение ими должных обрядов, прежде всего в честь Юй-ди и Си ванму, могут содействовать приобщению усопших предков к бессмертным (шэнь сянь). Юй-ди непосредственно подчинены также «семь владык звёзд Северного ковша» (Бэй-доу ци син ван), то есть Большой Медведицы. Считается, что жизнь каждого человека находится в зависимости от одной из этих звёзд. Их духи в 1-й и 15-й дни месяца и в первые семь дней 9-го месяца спускаются на землю, чтобы сообщить смертным приговор Юй-ди, они же сообщают Нефритовому Императору о делах людей. Их сопровождают Левый и Правый хранители, обитающие на созвездиях слева и справа от Северного ковша.
Далее идут шесть божеств звёзд Южного ковша (нань-доу лю син ван), обеспечивающие процветание или лишающие жизненных благ, и «три чиновника» (сань гуань) — Неба, Земли и Воды, которые управляют соответствующими явлениями природы и влияют на судьбы людей; они же ведают праздниками, посвященными соответственно началу, середине и концу года (15-е дни 1-го, 7-го и 9-го месяцев).
Вэнь-чан ди-цзюнь (Августейший Владыка Письменности/Культуры) споспешествует просвещению, в том числе сдаче экзаменов на право занятия чиновничьих должностей.
У юэ ди-цзюнь (Августейшие Владыки Пяти гор) являются стражами сторон света, к которым относятся их горы, и хранителями соответствующих «элементов» из пятерицы У-син — дерева, огня, земли, металла и воды; они же охраняют врата в подземный мир мёртвых.
К «прежденебесным» (сянь тянь) относят также ряд других, прежде всего астральных, гениев. Помимо обрядово-магической практики они играют важную роль в медитативной «внутренней алхимии» (нэй дань) как символы различных аспектов мироздания, субстанций, сил, процессов, пространственных и временных координат и т. д.

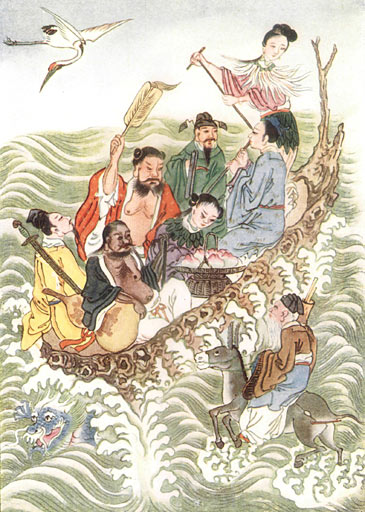
Восемь Бессмертных переплывают море. По часовой стрелке от кормы: Хэ Сяньгу, Хань Сянцзы, Лань Цайхэ, Ли Тегуай, Люй Дунбинь, Чжунли Цюань, Цао Гоцзю, снаружи Чжан Голао

«Посленебесных» (хоу тянь) божеств многие тысячи. К наиболее почитаемым из числа тех, кто обрел вечную жизнь, относятся «восемь бессмертных» (ба сянь) — Люй Дунбинь, Ли Тегуай, Чжунли Цюань, Чжан Голао, Цао Гоцзю, Хань Сянцзы, Лань Цайхэ, Хэ Сяньгу, а также Чжан Саньфэн, ученики Люй Дун-биня — патриархи «внутренней алхимии» (нэй дань) Ван Чунъян, Лю Хайчжань, Чэнь Сии и др.
«Бессмертными» (шэнь сянь) считаются и известные теоретики алхимии. К числу даосских божеств причисляется Гуань-ди (Государь Гуань) — Гуань Юй, полководец конца эпохи Хань, начала Троецарствия, ставший генералом небесного воинства. К самым популярным младшим божествам даосизма принадлежат Цзао-шэнь — «дух очага» (или Цзао-цзюнь «владыка очага»), а также туди-шэнь — «дух земли» (покровитель той или иной местности, прежде всего освященной земли).
Пантеон даосизма практически неотделим от пантеона народной синкретической религии, а его структура ориентирована более на её представления, нежели на чисто даосские воззрения. Так, ряд божеств связаны родственными узами, а под началом Нефритового императора состоит иерархия чиновников, судей, делопроизводителей, посыльных, глашатаев; определённым образом организованно и небесное воинство, так что изменчивость иерархии отчасти обусловлена возможностью «служебного продвижения». На примере популярных в народе культов («восьми бессмертных» и др.) можно видеть, как происходит срастание исторических образов с определёнными божественными силами. Такую же особенность отразил и образ самого Лао Цзы, воплотившего в себе Тайшан Лао-цзюня. Это божество, как и некоторые другие представители мира богов и «бессмертных» (шэнь сянь), способно воплощаться в разных земных личностях, и Лао-цзы был не первым из них. Данной чертой персонажи даосского пантеона обязаны, по всей видимости, влиянию буддийской концепции будд и бодхисаттв, ряд которых почитаются даосами как собственные божества.